# Les Premiers-Nés
Les Premiers-Nés (titre original : Firstborn) est un roman de science-fiction britannique écrit par Arthur C. Clarke et Stephen Baxter, publié en langue originale en 2007 puis traduit et publié en France en 2012. C’est le troisième tome de L'Odyssée du temps,.
Ce tome ne conclut pas une trilogie mais ouvre sur une quatrième opus. Cependant Arthur C. Clarke est décédé en 2008.

## Résumé
2069, vingt sept ans après avoir échoué à vitrifier la Terre, les Premiers-Nés menacent à nouveau l’humanité à l’aide d’une arme intitulée bombe Qt. Celle-ci est détectée à la frontière du système solaire, sur une trajectoire en direction de la planète mère. Cette bombe découpera une grosse portion du globe pour l’envoyer dans un univers de poche à l’aide d’un mini-big bang. Les hommes ont cinq ans pour contrer la bombe extraterrestre avant qu’elle ne détruise leur monde.
Bisesa Dutt, en hibernation pendant 19 ans, est réveillée par sa fille et quitte clandestinement la Terre dans un ascenseur spatial puis embarque sur une voile solaire qui l’amène jusqu’à Mars, que les humains ont commencé à coloniser. Des scientifiques en poste sur le pôle de la planète rouge ont découvert qu’une vie intelligente s’y était développée avant d’être exterminée par les Premiers-Nés. Juste avant la fin, les Martiens ont réussi à piéger dans un étrange champ gravitationnel un Œil. Les humains l’ont exhumé et ont découvert qu’il pouvait servir à communiquer avec le téléphone portable de Bisesa Dutt que celle-ci avait laissé sur Mir. À peine arrivée sur Mars, Bisesa est happée par l’Œil et renvoyée sur Mir à Babylone.
Parallèlement, les gouvernements confient le problème de la bombe aux militaires. Ceux-ci envoient le Liberator, le premier vaisseau spatial équipé d’une propulsion à base d’antimatière, à la rencontre de l’intrus, mais malgré un déluge de feu l’objet ne dévie pas de sa trajectoire. Le vaisseau se résout à suivre passivement la bombe.
Myra, qui veut retrouver sa mère perdue, apprend que son voyage a été en fait organisé par la copie d’Athéna envoyée tous azimuts avant la tempête solaire et revenue dans le système solaire.
Sur Mir, Bisesa retrouve Grove, le fils d’Abdikadir prénommé aussi Abdikadir, une version plus âgée d’Alexandre le Grand, et fait la connaissance d'Emeline la veuve de Josh son ancien amant. Abdikadir, Emeline et Bisesa embarquent pour Chicago. La ville américaine est isolée, seul vestige humain sur un continent provenant majoritairement d’une période glaciaire, mais son destin est scellé par l’avancé des glaciers. Les habitants, sous la coupe du maire Rice, organisent un exode vers le sud. Les astronomes sur Mir ont par ailleurs découvert que dans leur univers, Mars est habité.
Constatant l’échec de la technologie militaire face à la bombe, les gouvernements envoient le Liberator récupérer Bisesa sur Mars par la force, désormais leur seul espoir. Alors qu’une première guerre spatiale est déclenchée entre la Terre et la jeune colonie martienne, Athéna révèle son retour à l’humanité et lui demande de prendre elle-même les décisions à travers des débats et votes géants. Il est décidé de sacrifier Mars. Un message est alors envoyé à Bisesa qui doit le relayer aux Martiens. Thomas Edison lui suggère de tracer d'immenses signaux de feu sur le glacier. Le dernier martien voit le message et détruit l’Œil que son peuple avait piégé.
Sa destruction dans l’univers de Mir est perçue par la bombe qui se déroute aussitôt vers Mars en épargnant la Terre. Myra et quelques scientifiques décident de rester sur Mars malgré sa prochaine destruction. Alors que la planète entière est méthodiquement désintégrée, Myra est mystérieusement téléportée comme sa mère dans un lieu mystérieux où un inconnu se présente comme un représentant des Derniers-Nés.

## Personnages

### Personnages dans l’univers normal
- Bisesa Dutt : lieutenant, observatrice britannique, témoin des événements surnaturels sur Mir.
- Myra : fille de Bisesa.
- Bella Fingal : présidente de Conseil mondial de l’Espace.
- Bob Paxton : amiral de la flotte militaire spatiale humaine.
- Athèna : intelligence artificielle devant gérer le bouclier pendant la tempête.
- Alexei Carel : jeune spacien (humain ayant principalement vécu dans l’espace).
- Yuri : scientifique sur Mars.

### Personnages dans l’univers de Mir
- Emeline : veuve de Josh, Américain de 1885, ancien amant de Bisesa sur Mir.
- Abdikadir : fils de Abdikadir, pakistanais de 2035, ami de Bisesa sur Mir.
- Rice : maire de Chicago sur Mir.